# Grécia nos Jogos Olímpicos de Inverno de 1948
Grécia participou dos Jogos Olímpicos de Inverno de 1948, realizados em St. Moritz, na Suíça. 
Foi a segunda aparição do país nos Jogos Olímpicos de Inverno, onde foi representado apenas por Fotis Mavriplis que competiu em duas provas do esqui alpino.

## Competidores
Esta foi a participação por modalidade nesta edição:
| Esporte      | Masculino | Feminino | Total |
| ------------ | --------- | -------- | ----- |
| Esqui alpino | 1         | 0        | 1     |
| Total        | 1         | 0        | 1     |

## Desempenho

### Esqui alpino
Masculino
| Atleta          | Evento   | Descida 1 | Descida 1 | Descida 2 | Descida 2 | Total  | Total | Ref.  |
| Atleta          | Evento   | Tempo     | Pos.      | Tempo     | Pos.      | Tempo  | Pos.  | Ref.  |
| --------------- | -------- | --------- | --------- | --------- | --------- | ------ | ----- | ----- |
| Fotis Mavriplis | Downhill | —         | —         | —         | —         | 5:39.1 | 101º  | [ 3 ] |

| Atleta          | Evento    | Downhill | Downhill | Slalom  | Slalom  | Slalom | Total  | Total | Ref.  |
| Atleta          | Evento    | Tempo    | Pos.     | Tempo 1 | Tempo 2 | Pos.   | Pontos | Pos.  | Ref.  |
| --------------- | --------- | -------- | -------- | ------- | ------- | ------ | ------ | ----- | ----- |
| Fotis Mavriplis | Combinado | 5:39.1   | 77º      | DNS     | DNS     | DNS    | DNF    | DNF   | [ 4 ] |

Legenda
| Recorde mundial      | Recorde mundial (World record)               |                       | Recorde africano                      | Recorde africano (African) |                                           | Q | Classificado por posição (Qualified) |
| Recorde olímpico     | Recorde olímpico (Olympic record)            | Recorde da América    | Recorde da América (Americas)         | q                          | Classificado por melhor tempo (Qualified) |   |                                      |
| Melhor marca do ano  | Melhor marca do ano (World leading)          | Recorde asiático      | Recorde asiático (Asian)              | DNS                        | Não largou (Did not start)                |   |                                      |
| Recorde nacional     | Recorde nacional (National record)           | Recorde europeu       | Recorde europeu (European)            | DNF                        | Não terminou (Did not finish)             |   |                                      |
| Recorde pessoal      | Recorde pessoal do atleta (Personal best)    | Recorde da Oceania    | Recorde da Oceania (Oceania)          | DSQ / DQ                   | Desclassificado (Disqualified)            |   |                                      |
| Recorde da temporada | Recorde da temporada do atleta (Season best) | Recorde sul-americano | Recorde sul-americano (South America) | NM                         | Sem marca (No mark)                       |   |                                      |